# Франтишек Дастих
Франтишек Дастих (чеш. František Dastich, 28. септембра 1895, Хејчин код Оломоуца, Аустроугарска–1964. Асториа, САД) је био припадник чехословачких легија у Првом светском рату и бригадни генерал Чехословачке армије.
Дастих је ишао у реалну гимназију у Оломоуцу. 1915. је ступио у аустроугарску војску, где се борио прво на српском фронту, па касније на источном фронту. Код Берестечека га је заробила руска армија а касније је ступио у редове легионара. 1917. су га послали на школовање у Војну школу у Париз, где је отпутовао из Русије преко Архангелска. После завршетка Првог светског рата се вратио у новоосновану Чехословачку републику. С обзиром на то, да је држава одмах ушла у сукоб са својим суседима, Дастих је прво послат у рат са Пољском, па касније у јужну Словачку, где се чехословачка армија борила са мађарском војском. Добио је чин капетана. Када су се ратови завршили Дастих се вратио у Француску и завршио своје војно школовање. 1931. је добио чин потпуковника а три године касније ступио је у војну обавештајну службу. Председник Бенеш га послао исте године у СССР, где је провео четири године при чехословачкој амбасади. Све до почетка Другог светског рата је радио у чехословачком министарству одбране.
1944. је ступио у антифашистичку борбу на чешкој територији. Маја 1945. је учествовао у устанку против немачких окупатора у Хумполецу. После рата је постао бригадни генерал и био је у бројним војним мисијама чехословачке армије прво у Немачкој, па у Мађарској. Његову војну каријеру је окончао долазак комунистичке партије на власт 1948. Отишао је прво у Француску, па на крају у САД, где је 1964. умро.